# Louis François de La Bourdonnaye
Pour les autres membres de la famille, voir famille de La Bourdonnaye.
Louis François, marquis de La Bourdonnaye, vicomte de Coëtion, est un magistrat et administrateur français, intendant de Rouen, Conseiller d'État.

## Biographie
Né en 1700 à Bordeaux, fils de Yves Marie de La Bourdonnaye de Coëtion et de Catherine de Ribeyre. Il décède le 13 juillet 1777 au château de La Bourdonnaye à Carentoir.
Nommé Conseiller à la Seconde chambre des requêtes du Parlement de Paris le 3 juillet 1722, puis Maître des requêtes en 1724, il est nommé Intendant de Rouen le 31 mai 1732.
Il organisera pour le 10 octobre 1744, une fête magnifique à Rouen à l'occasion de la convalescence du Roi.
Membre de l'Académie des sciences, belles-lettres et arts de Rouen dont il a activement participé à la fondation en 1744, il en est académicien honoraire, et vice-président. Il publiera plusieurs travaux dont en 1746 De l'Utilité des machines propres à suppléer le travail des hommes et en 1752 Réflexion sur ce qui pourrait contribuer à la perfection des édifices publics
Nommé conseiller d'État Ordinaire le 25 juillet 1750, il se retire de ses fonctions à Rouen le 9 juillet 1755, en raison d'une vue extrêmement affaiblie l’empêchant de lire par lui-même les mémoires et papiers qui lui sont soumis. Il prend alors d'autres fonctions à Paris.
Il est présenté au Roi le 18 janvier 1765.